# Stazione di San Lorenzo (SFV)
La stazione di San Lorenzo era uno scalo merci ferroviario posto sul breve raccordo proveniente dalla fermata di Porta Maggiore della ferrovia Roma-Fiuggi-Alatri-Frosinone. Era ubicata nel quartiere storico di San Lorenzo di Roma, nella zona dello scavalco stradale del cimitero del Verano e nelle immediate vicinanze dello scalo FS cittadino.

## Storia
Lo scalo nacque dalla necessità di adempiere a uno dei requisiti all'epoca previsti per le ferrovie in concessione di nuova costruzione, cioè che linea doveva essere raccordata a impianti della rete ferroviaria statale. Per tale motivo nei progetti originari della linea si prevedeva di realizzare una stazione atta al servizio merci e viaggiatori nella zona di Porta Maggiore, dove era presente anche la stazione di Roma Porta Maggiore delle FS e di realizzare anche un prolungamento alla stazione di Roma Termini a binario unico. Tuttavia nel contempo, nel 1907, le FS iniziano a costruire il nuovo scalo di San Lorenzo, più discostato rispetto all'originario scalo di Porta Maggiore, e la rimessa Vallone; i lavori si concludono nel 1911 con l'inaugurazione del nuovo scalo e con la soppressione della stazione di Porta Maggiore. Per quindi realizzare questo punto del contratto, la SFV dovette modificare i progetti e cercare un'area idonea dove poter costruire la stazione e fu obbligata anche a costruire un'adeguata stazione a Termini per il maggiore flusso passeggeri dato che in precedenza i principali treni d'interscambio FS venivano inoltrati a Porta Maggiore. L'area scelta fu alla fine tra il viale San Lorenzo e il vicolo della Ranocchia, di 16000 m², nei pressi del capolinea della linea tranviaria 28, nell'area dove dal 1975 è presente la sopraelevata della Tangenziale Est di Roma.
La stazione venne inaugurata il 10 settembre 1917 sulla base di un progetto approvato a settembre 1916. Lo scalo merci venne raccordato inizialmente lato Roma all'altezza di Porta Maggiore mediante un binario lungo quasi un chilometro; solo nel 1931 l'allaccio venne modificato e messo lato Frosinone per evitare il regresso dei treni fino a Roma Laziali.
Lo scalo, negli ultimi anni abilitato solo al servizio merci, venne sempre meno utilizzato e rimase in servizio effettivo fino al 1955, quanto venne tagliato il deviatoio d'immissione a Porta Maggiore in occasione dei lavori di sistemazione del piazzale della fermata. Venne ufficialmente soppresso il 1º gennaio 1956 con Ordine di Servizio del gestore dell'infrastruttura. Il complesso rimane a lungo abbandonato fino al 1973 quando, in occasione dell'inizio dei lavori di costruzione dello scavalco di San Lorenzo della Tangenziale Est di Roma, tutti i fabbricati di stazione verranno demoliti e i binari asportati.

## Strutture e impianti

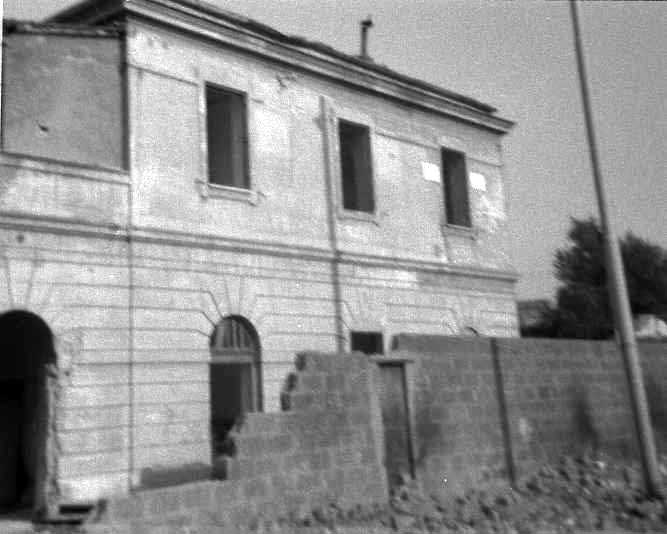
Il fabbricato viaggiatori dello scalo nel 1972, poco prima della sua demolizione

L'impianto, posto alla progressiva chilometrica 0+868.00 da Porta Maggiore, disponeva di un fabbricato viaggiatori di architettura simile agli altri sulla linea principale, uno scalo merci composto da un magazzino merci di superficie 300 m², un piano caricatore a denti di sega e 12 binari di cui uno raccordato direttamente con lo scalo FS, con delle attività private dell'Ingegnere Antonio Clementi, progettista ed azionista della ferrovia e con la Regia Dogana.

## Movimento
La stazione ha effettuato sin dalla sua apertura sia il servizio viaggiatori sia merci, ma negli ultimi anni di esercizio, a causa della progressiva diminuzione d'importanza dell'impianto, esercitò solo il traffico merci, perdendo quello passeggeri, fino alla sua soppressione.

## Servizi
La stazione disponeva di:
- Biglietteria a sportello
- Sala d'attesa

## Interscambi
La stazione permetteva i seguenti interscambi:
- Scalo ferroviario (Roma San Lorenzo)

Nei primi anni di esercizio lo scalo ha avuto anche come interscambio la fermata tranviaria di San Lorenzo dove effettuava fermata la linea 28 della rete tranviaria di Roma.